# ليونيل توريس
ليونيل توريس (بالفرنسية: Lionel Torres)‏ هو نبال فرنسي، ولد في 16 مارس 1975 في بيربينيا في فرنسا.

## وصلات خارجية
- ليونيل توريس على موقع الاتحاد الدولي للرماية بالسهام (الإنجليزية)
- ليونيل توريس على موقع اللجنة الأولمبية الدولية (الإنجليزية)
- ليونيل توريس على موقع أوليمبيديا (الإنجليزية)